# 史氏鸚哥魚
史氏鸚哥魚（学名：Scarus schlegeli），又名許氏鸚嘴魚、鸚哥、青衫、蠔魚，为鸚哥魚科鸚嘴魚屬下的一个种。